# بورن (دهانه)
بورن یک دهانه برخوردی در ماه است.